# Valeriana kawakamii
Valeriana kawakamii là một loài thực vật có hoa trong họ Kim ngân. Loài này được Hayata miêu tả khoa học đầu tiên năm 1915.